# John Talbot (1e graaf van Shrewsbury)

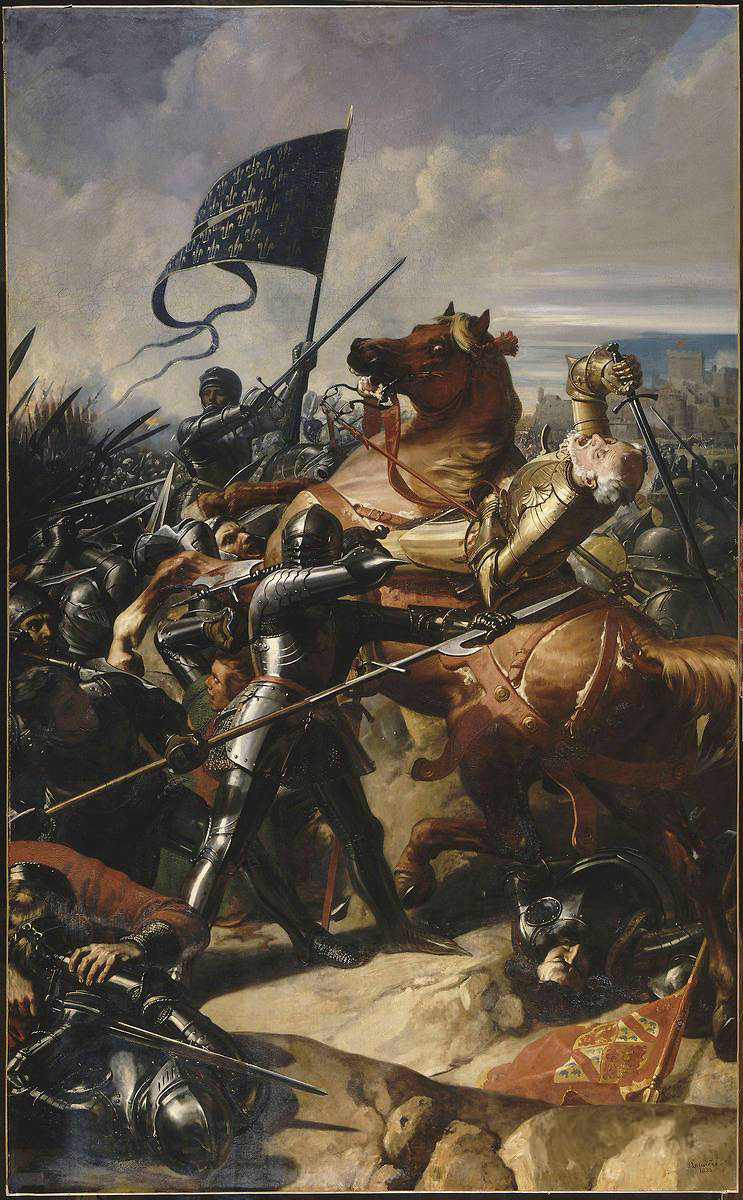
De dood van John Talbot in de Slag bij Castillon

John Talbot, 1e graaf van Shrewsbury en Waterford, Baron van Furnivall (Blackmere castle (Shropshire), 1384/1387 - Castillon-la-Bataille, 17 juli 1453) was een Engelse legeraanvoerder ten tijde van de Honderdjarige Oorlog en was de enige Engelse Connétable van Frankrijk tijdens de claim van Hendrik VI van Engeland op de Franse troon.

## Biografie
John werd geboren als de tweede zoon van Richard Talbot en Ankaret. Van 1404 tot 1413 diende hij samen met oudere broer Gilbert in de Welshe Oorlog tegen Owain Glyndŵr. Vanaf 1414 was hij vijf jaar lang Luitenant van Ierland waar hij enkele gevechten leverde. In 1420 diende hij in Frankrijk tijdens de Honderdjarige Oorlog. In 1425 werd hij opnieuw voor korte tijd benoemd tot Luitenant van Ierland.

### In oorlog met Frankrijk
In 1427 werd hij opnieuw naar Frankrijk geroepen. Hij wist zich daar eerst te onderscheiden tijdens het Beleg van Orléans. Later tijdens de Slag bij Patay werd hij door de Fransen gevangengenomen voor een periode van ruim vier jaar.
Hij werd later vrijgelaten nadat er een gevangenenruil had plaatsgevonden, hij keerde terug naar de Engelsen in ruil voor Jean Poton de Xaintrailles. Talbot was een dappere en agressieve soldaat, wat hem tot een van de meest vermetele officiers van zijn tijd maakte. Hij wist met zijn snelle agressieve aanvallen de Fransen herhaaldelijk dwars te zitten. Zo was hij in staat om het leger van Xaintrailles en La Hire meerdere malen op de vlucht te doen slaan. Hij slaagde er zelfs in om in 1440 de stad Harfleur te veroveren.

### De Engelse 'Achilles'
In 1445 werd hij door Hendrik VI van Engeland (als koning van Frankrijk) benoemd tot Connétable van Frankrijk. Toen hij in 1449 gevangen zat in Rouen beloofde hij nooit meer een harnas te dragen als hij tegen de Fransen streed. Talbot bleef trouw aan zijn woord en sneuvelde in de Slag bij Castillon.

## Huwelijken en kinderen
John trouwde op 12 maart 1407 met Maud Neville en zij kregen vier kinderen:
- Joan Talbot
- John Talbot II van Shrewsbury (1413-1460)
- Christopher Talbot
- Thomas Talbot

Zijn eerste vrouw stierf in 1422 en John hertrouwde drie jaar later met Margaret Beauchamp, dochter van de graaf van Warwick, en zij kregen samen zes kinderen:
- John Talbot I van Lisle (1426-1453)
- Humphrey Talbot (overleden 1492)
- Joan Talbot
- Elisabeth Talbot
- Eleanor Talbot, minnares van Eduard IV van Engeland

## Trivia
- John Talbot is een van de personages in het computerspel Bladestorm: The Hundred Years' War.
- Hij wordt in het stuk Henry VI, Part I van William Shakespeare heroïsch geportretteerd door de schrijver.